# فینلاینس
فینلاینس (فنلاندی: Finnlines) شرکت ترابری فنلاندی است، که در سال ۱۹۴۷ تأسیس شد.